# Alfons Olterdissen

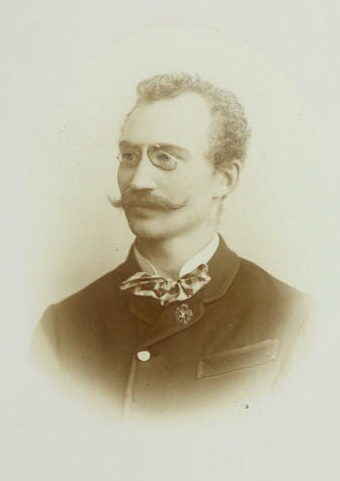
Portretfoto van Alphonse Olterdissen door Th. Weijnen, 1893

Alphonse (Fons) Victor Olterdissen (Maastricht, 12 december 1865 - aldaar, 24 februari 1923) was een Nederlands schrijver, dichter en regisseur. Zijn werk, dat bestaat uit verhalen, toneelstukken en operettes, behoort tot het bekendste dat in het Maastrichts geschreven werd. Het slotkoor van zijn komische opera Trijn de Begijn is sinds 2002 officieel het Maastrichtse volkslied.

## Leven en werk
Hij was de zoon van Alida Hendrica Femina Verhoef en Heinrich Hermann Olterdissen, beiden protestanten in het overwegend katholieke Maastricht. Omdat hij een Duitse vader en een Zeeuwse moeder had, was Nederlands zijn moedertaal; het Maastrichtse dialect leerde hij op straat. In 1883 ging hij in Amsterdam naar de Rijksakademie van beeldende kunsten om zich te bekwamen in de schilderkunst; hij woonde enige tijd in de wijk De Pijp. Na zijn afstuderen was hij enige tijd leraar aan de School voor Maatschappelijk Werk in Sittard. Van 1906 tot 1919 was hij gemeenteraadslid in Maastricht.

### Maatschappelijke verdiensten
Samen met kapelaan Rutten richtte hij in Maastricht de Patronaatstekenschool op, die echter geen succes werd. In de jaren 1890 zette hij zich in voor de promotie van het Maastrichtse toerisme met de vereniging Maastricht Vooruit. Hij werd befaamd als ontwerper en regisseur van historische stoeten, maar zijn gebrek aan zakelijkheid leverde hem grote schulden op.

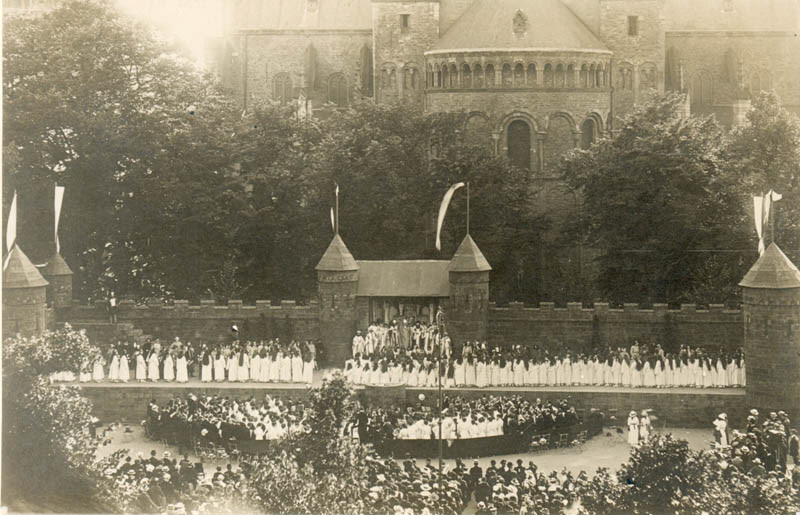
Sint-Servaasspel op het Vrijthof, 1916

Die schulden probeerde hij af te lossen met toneelstukken en (libretto's voor) operettes. Na een paar flops had hij in 1907 succes met De kaptein vaan Köpenick, een stuk in Maastrichts dialect over een in die dagen populaire figuur: de nep-kapitein Wilhelm Voigt (zie Hauptmann von Köpenick). De recettes leverden meer dan genoeg op om zijn schuld af te lossen. De tweede kemikke opera, het bovengenoemde Trijn de Begijn, werd ook een hit. Voor beide stukken verzorgde zijn broer Guus Olterdissen de muziek, die vooral uit arrangementen van bekende aria's en (kinder)liedjes bestond.
In 1909 schreef hij samen met zijn broer de kinderoperette Het prinsenkind, ter gelegenheid van de geboorte van prinses Juliana. Voor de heiligdomsvaart van Maastricht regisseerde hij in hetzelfde jaar het Sint-Servaasspel, een muzikaal toneelstuk op rijm over het leven van Sint-Servaas. Het stuk was geschreven door de priester Chrétien Mertz en van muziek voorzien door Philip Loots, en werd door circa 600 acteurs en figuranten diverse malen opgevoerd op het Vrijthof.
Vanaf 1916 hield hij zich bezig met het schrijven van schetsen, ook in het Maastrichts. Kort voor zijn dood ontwierp hij de grote missieoptocht (1921).
Olterdissen stierf op 57-jarige leeftijd in Ziekenhuis Calvariënberg aan een acute bloedvergiftiging.  Zijn begrafenis bracht heel Maastricht op de been. Zonder nakomelingen ging zijn nalatenschap naar zijn broer Guus Olterdissen en na zijn overlijden naar diens zoon Herman Siegfried Olterdissen, die een constant geldgebrek kende.

## Nalatenschap

### Eerbetonen
Aan de gevel van het geboortehuis van Fons Olterdissen (Boschstraat 107) bevindt zich sinds 1924 een gedenksteen, die echter zo hoog zit dat deze vanaf de weg slecht leesbaar is. Op de Algemene Begraafplaats Tongerseweg is zijn grafmonument bewaard gebleven. In 1962 werd in de middenberm van de Grote Looiersstraat een beeldengroep geplaatst naar ontwerp van Willem Hofhuizen. Het stelt Olterdissen voor als verteller met een groep luisterende kinderen, zittend op een hardstenen bank. Op een bronzen reliëf daar tegenover is een scène uit Trijn de Begijn te zien.
Maastricht kent een Fons Olterdissenstraat. Voorts was er een operettevereniging en Scoutinggroep naar hem vernoemd.

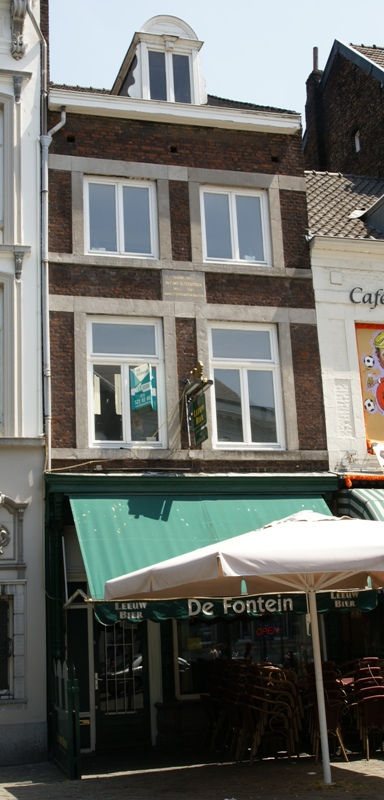
Geboortehuis
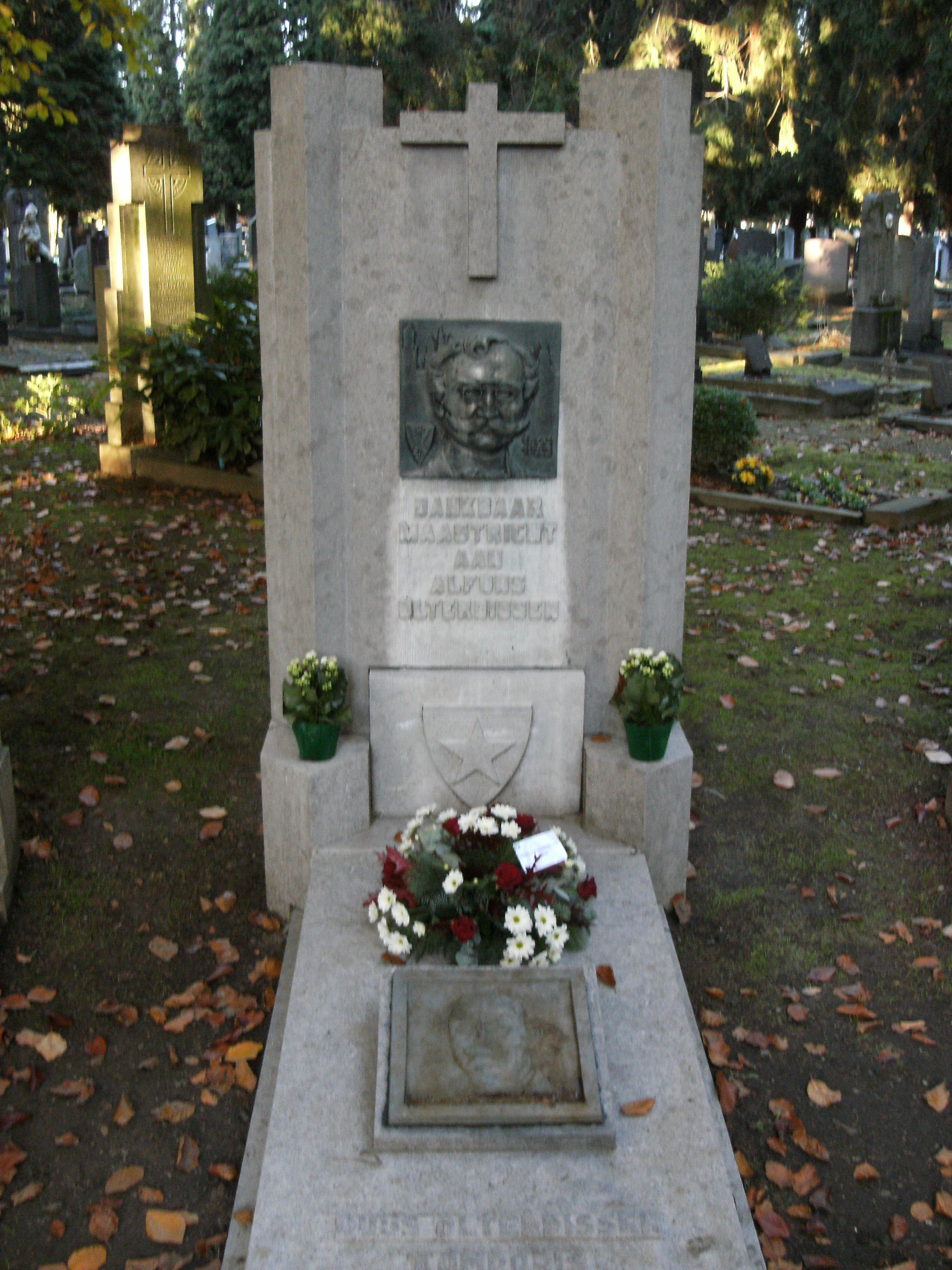
Grafmonument
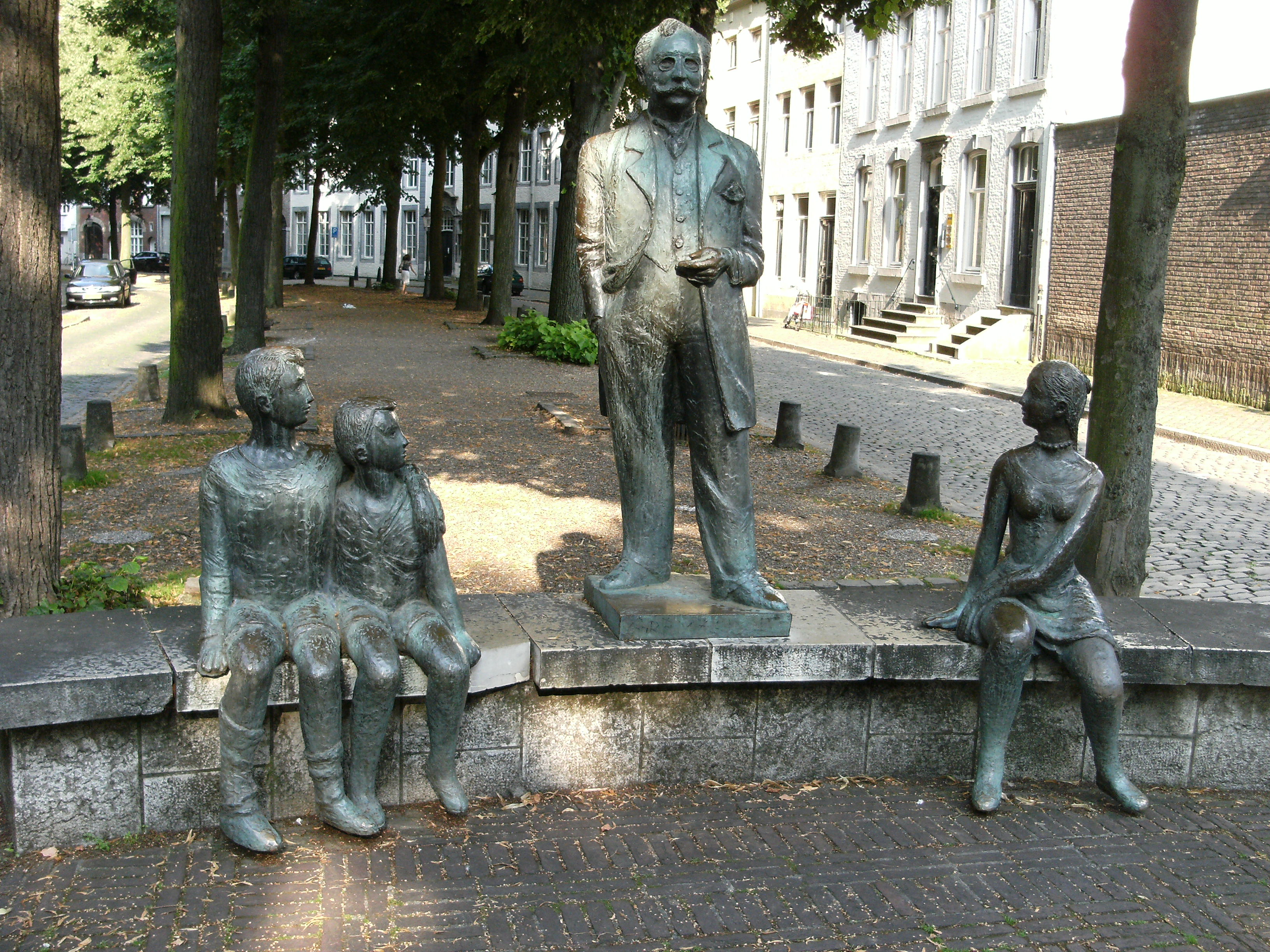
Beeldengroep
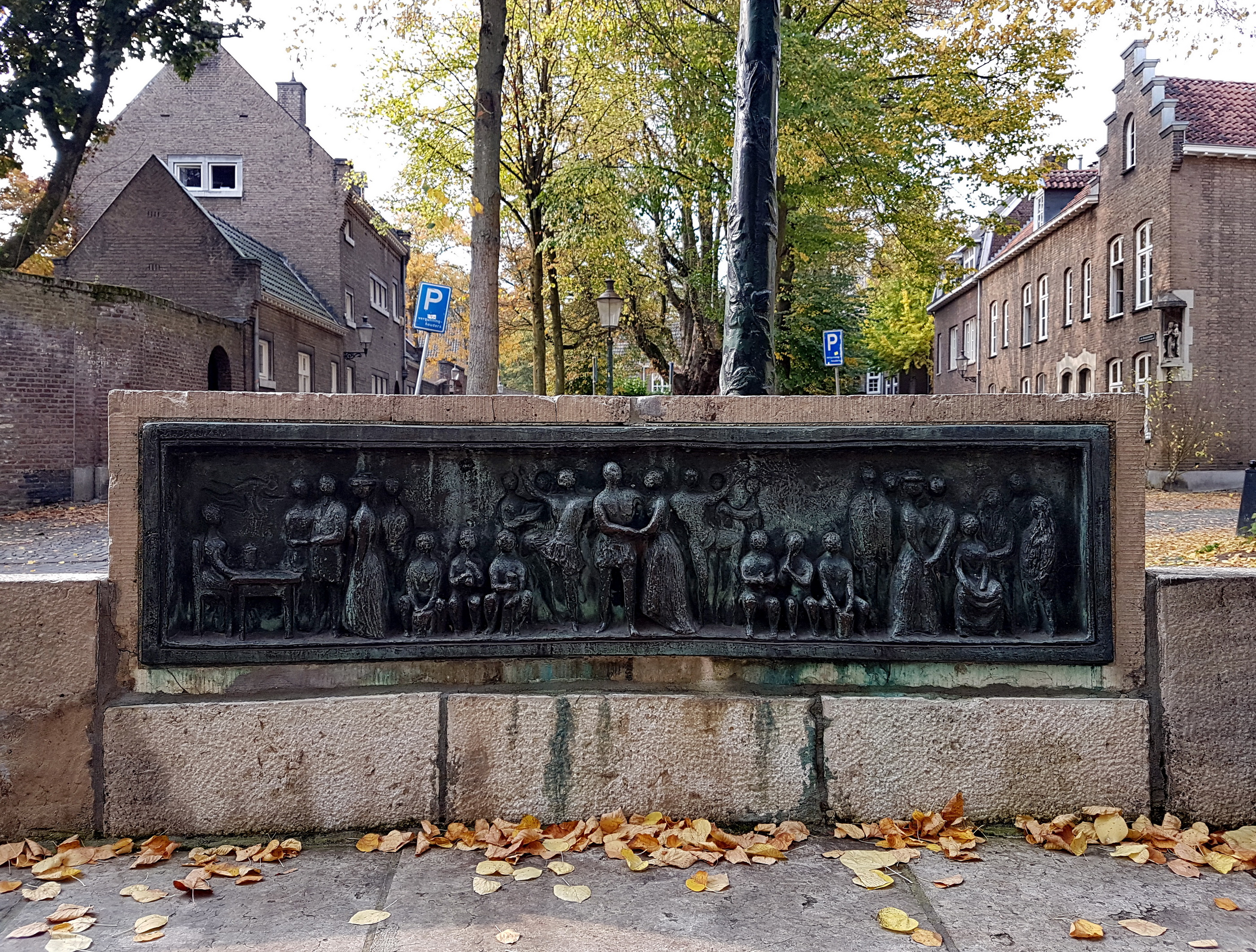
Idem, reliëf

## Voetnoten
1. ↑  Gemeente Amsterdam Bevolkingsregister: Olterdissen in Amsterdam
2. 1 2 3 4  Pierre J.H. Ubachs en Ingrid M.H. Evers (2005): Historische Encyclopedie Maastricht, pp. 381-382: 'Olterdissen, Fons'. Walburg Pers, Zutphen / RHCL, Maastricht. ISBN 90-5730-399-X.
3. ↑  J. Koreman (1983): 'Oude afbeeldingen', p. 82. In: De Sint Servaas, restauratie-informatie bulletin #10. Stichting Restauratie De Sint Servaas, Maastricht.
4. ↑  Redactie, A.V. Olterdissen overleden. Limburger Koerier (26 februari 1923). Geraadpleegd op 7 oktober 2024 – via delpher.nl.
5. ↑  Prozawerken 1926 online beschikbaar in dbnl.

- Biografisch Portaal: 92505545
- Digitale Bibliotheek voor de Nederlandse Letteren: olte001
- International Standard Name Identifier: 0000 0003 9527 4161
- Nederlandse Thesaurus van Auteursnamen: 069155569
- RKD-Nederlands Instituut voor Kunstgeschiedenis: 93477
- Virtual International Authority File: 289961827
- WorldCat: E39PBJyMbKHjCfykj3MHPjyw4q